# Lodovico Ferrari
Lodovico Ferrari (* 2. Februar 1522 in Bologna; † 5. Oktober 1565 ebenda) war ein italienischer Mathematiker. Er war Professor der Mathematik in Mailand und Bologna.

## Leben
Ferraris Familie stammte ursprünglich aus Mailand. Sein Großvater Bartholomaeus war aus Mailand nach Bologna geflohen. Ferraris Eltern sind sehr jung gestorben, und Ludovico Ferrari wurde 1536 im Alter von 14 Jahren als mittelloses Waisenkind von Gerolamo Cardano wie ein Sohn in dessen Haushalt aufgenommen. Ferrari, der keinerlei schulische Ausbildung erhalten hatte, wurde von Cardano nach eigener Beschreibung in Latein, Griechisch und Mathematik unterrichtet. Er fand unter Anleitung von Cardano die Auflösung der Gleichungen vierten Grades. Cardano veröffentlichte 1545 diese Lösung zusammen mit seiner Lösung zu kubischen Gleichungen in seinem Werk Ars magna de Regulis Algebraicis.
Ferrari führte daraufhin stellvertretend für Cardano einen heftigen Streit mit dem Rechenmeister Tartaglia, wer als Erster die Lösung für quartische und kubische Gleichungen gefunden hatte. Der Streit führte am 10. August 1548 zu einer öffentlichen Diskussion über die Gleichungen zwischen den beiden Kontrahenten. Da Tartaglia selbst Cardanos Schüler Ferrari hoffnungslos unterlegen war, verließ er Mailand fluchtartig in der folgenden Nacht.
Ferrari hielt in der Folgezeit öffentliche Vorlesungen über Mathematik in Mailand und trat von 1548 bis 1556 in die Dienste des Kardinals Ercole Gonzaga von Mantua.
1564 wurde er Professor für Mathematik in Bologna, vermutlich auf Betreiben Cardanos, der ab 1563 dort eine Professur für Medizin innehatte.

## Ehrungen
Der Asteroid (21331) Lodovicoferrari wurde nach ihm benannt.